# Genesee (rivière)
Pour les articles homonymes, voir Genesee.
La Genesee est une rivière des États-Unis qui prend sa source en Pennsylvanie puis traverse l'État de New York pour se jeter dans le lac Ontario.  La rivière contient plusieurs chutes d’eau à Letchworth State Park et à Rochester.

## Galerie

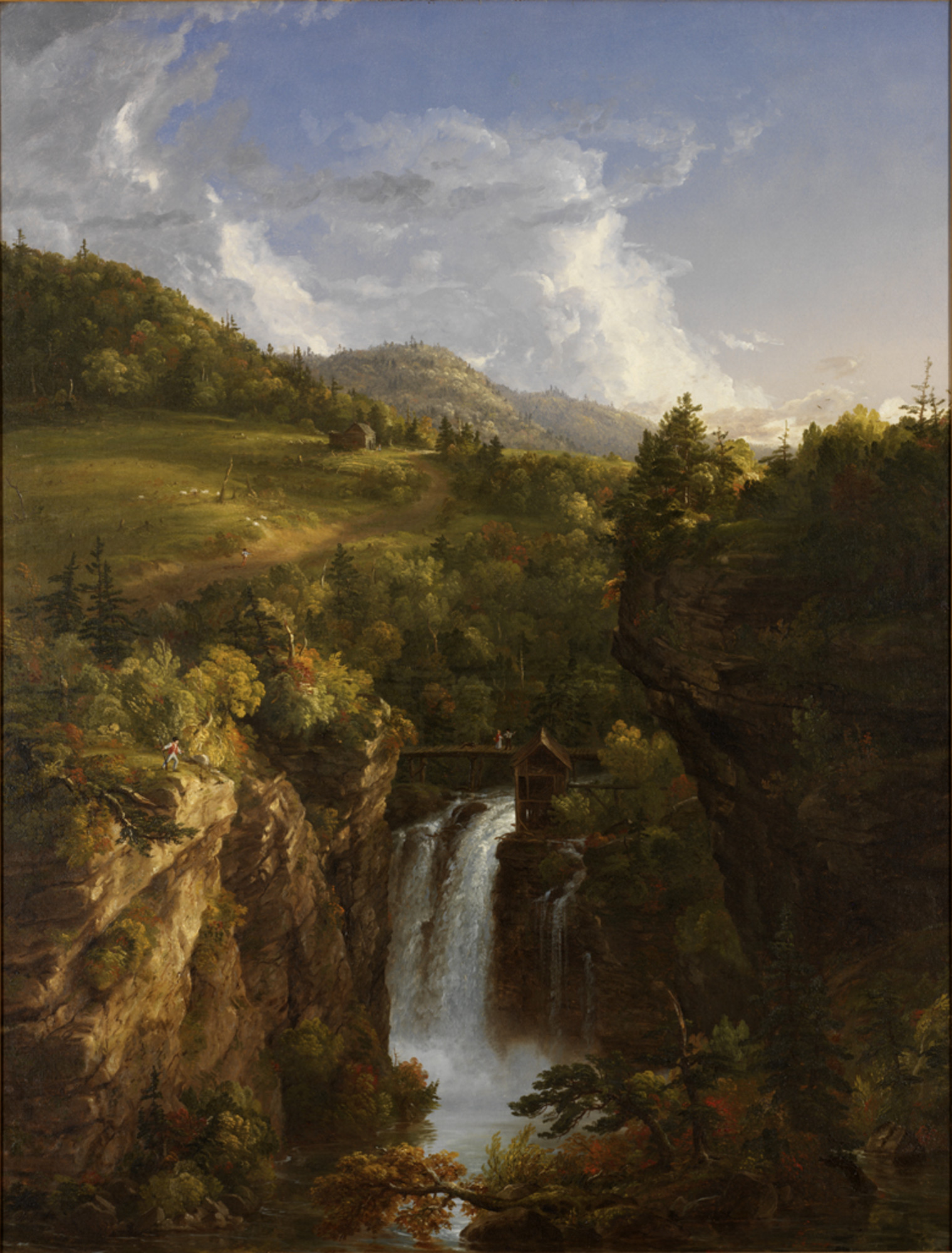
Genesee Scenery, par Thomas Cole en 1847